# Buchnera aphidicola
Pour l’article homonyme, voir Buchnera (homonymie).
Espèce
Buchnera aphidicola est une espèce de bactéries bacilles Gram négatifs de la famille des Erwiniaceae.

## Description
Elle est un endosymbiote obligatoire de toutes les espèces de pucerons, dont la plus étudiée Acyrthosiphon pisum (Aphidoidea). Il est admis qu'une bactérie Buchnera ancestrale ait été une bactérie non symbiotique gram négatif similaire aux Enterobacteriaceae actuels tel que Escherichia coli. Buchnera aphidicola mesure 3 µm de diamètre et possède des caractéristiques typiques aux Enterobacteriaceae tels qu'une paroi cellulaire gram négative. Cependant, contrairement à la plupart des bactéries gram-négatives, Buchnera aphidicola ne possède pas de gènes responsables de la synthèse de lipopolysaccharides (LPS) pour la membrane externe. La symbiose avec l´hôte qui implique une transmission verticale de la bactérie a conduit à la perte des gènes requis pour la respiration anaérobie, la synthèse de sucres aminés, d´acide gras, de phospholipides et de glucides. La conséquence de ces pertes géniques est une réduction importante de la taille du génome.
La relation symbiotique avec les pucerons s´est établie entre 160 et 280 millions d´années et persiste par transmission maternelle et co-spéciation. Les aphidoidea possèdent des cellules spécialisées appelées bactériocytes (ou mycétocytes) qui accueillent les bactéries Buchnera. Il a été estimé qu'un puceron mature possède 5,6 × 106 bactéries Buchnera.

### Description originale
- Munson, Baumann & Kinsey, 1991 : Buchnera gen. nov. and Buchnera aphidicola sp. nov., a taxon consisting of the mycetocyte-associated, primary endosymbionts of aphids. International Journal of Systematic Bacteriology, vol. 41, n. 4, p. 566-568.